# Haus Coull

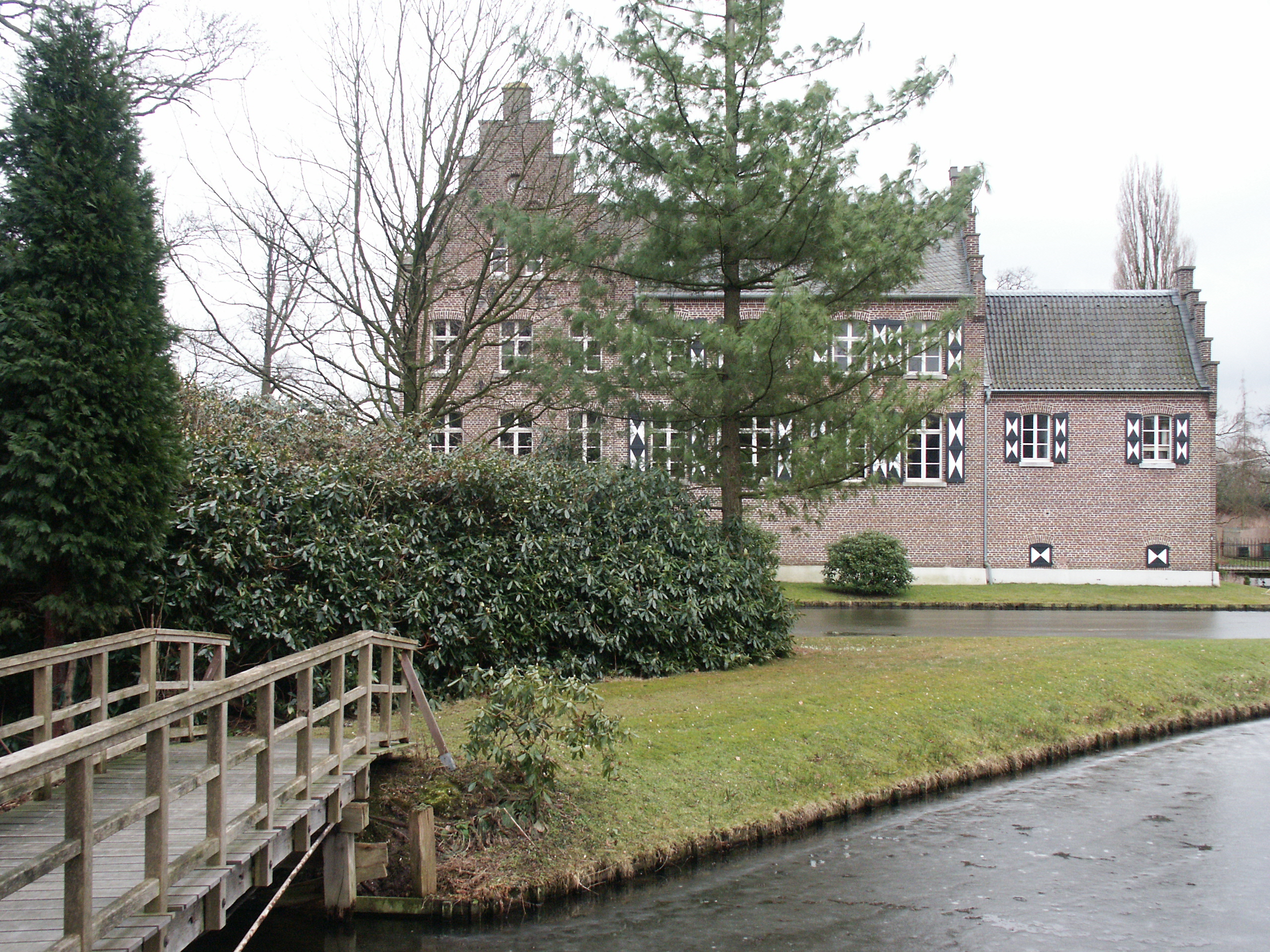
Haus Coull von Norden

Haus Coull ist ein ehemaliges Rittergut in Straelen am Niederrhein. Das denkmalgeschützte Gebäudeensemble liegt inmitten eines kleinen Parks an der Straße nach Wachtendonk etwa 800 Meter vom Stadtkern entfernt. Bis in preußische Zeit besaß die Anlage Landtagsfähigkeit. Sie befindet sich heute in Privatbesitz und ist nicht zu besichtigen.

## Geschichte
Haus Coull war ehemals ein Leibgewinngut der Abtei St. Michael in Siegburg, mit dem das Schultheißenamt in Straelen verbunden war. Es wurde 1406 erstmals urkundlich erwähnt. Anlass dazu war der Verkauf des Anwesens von Friedrich von Housen und seiner Frau Liesbeth von Boedberg an Johann von Asselt. Wohl kurz nach 1619, dem Todesjahr des Junkers Johan von Asselt, gelangte das Haus an die Familie von Haefften. 1678 ist Johann Gerard von Haefften als Drost des damals unter spanischer Herrschaft stehenden Straelen verbürgt. 1724 befand sich die Anlage im Besitz der Familie von Baexen. Sie war durch die Heirat Conrad Emanuel von Baexens mit Maria Catharina von Haefften im Jahr 1711 an Haus Coull gekommen.

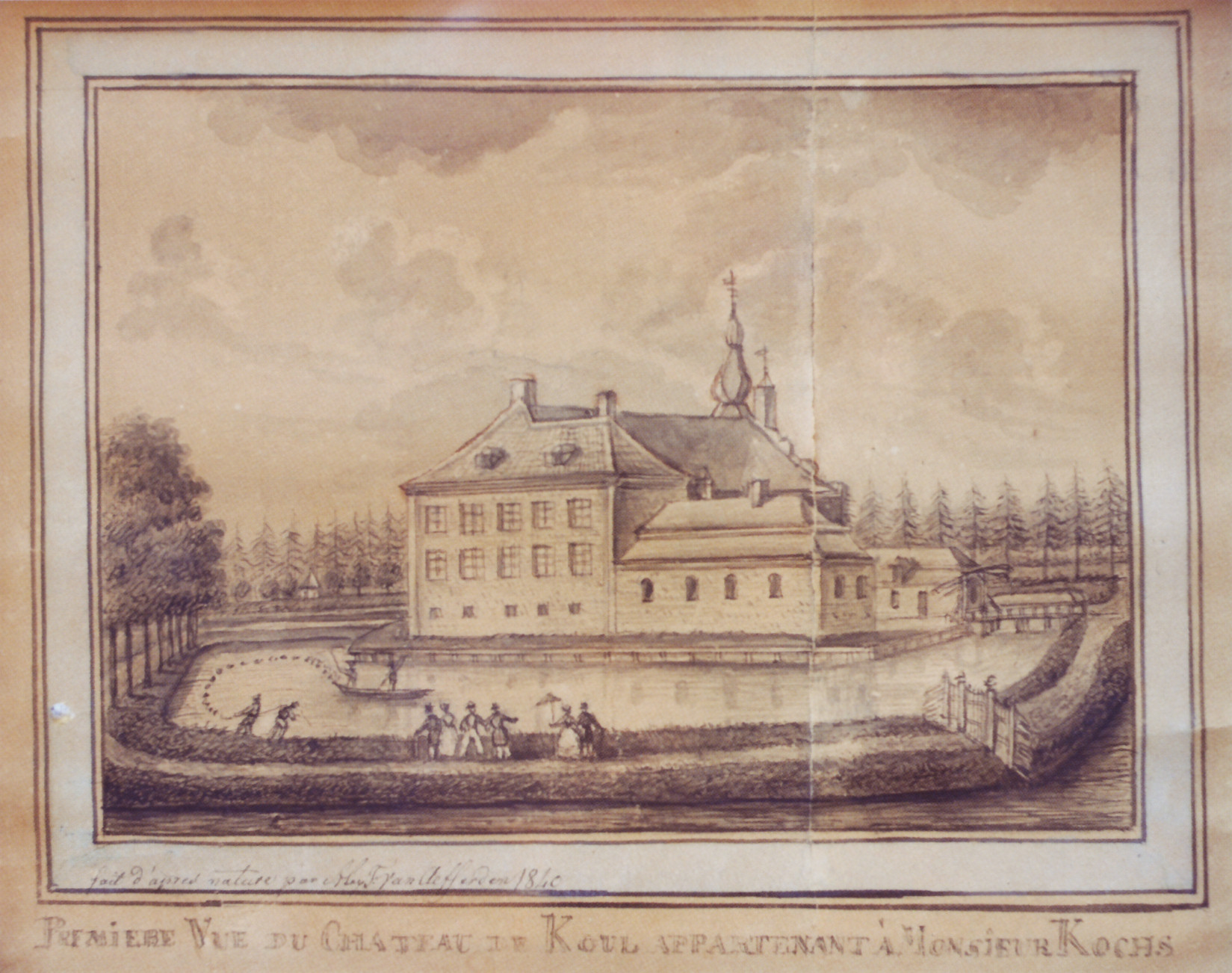
Nordseite des Hauses Coull auf einer Zeichnung von Alexander Frans van Aefferden, 1840

Die Abhängigkeit von der Siegburger Abtei war im Laufe der Zeit verschwunden, denn um 1780 wurde Haus Coull als „adeliche[s] Allodial-Guth“ bezeichnet. 1831 war es dann Eigentum des Straelener Notars Johann Wilhelm Thomas Kochs. Während dessen Zeit als Eigentümer fertigte Alexander Frans van Aefferden 1840 zwei Zeichnungen des Anwesens, durch die sein damaliges Aussehen überliefert ist. In der zweiten Hälfte des 19. Jahrhunderts erfuhr das Hauptgebäude der Anlage eine starke Umgestaltung. Dabei wurde der Nordflügel im Stil der Neugotik überformt und mit Treppengiebeln versehen. Einhergehend mit den Umbaumaßnahmen ließen die Eigentümer den heutigen Landschaftsgarten anlegen.
Im Zweiten Weltkrieg waren im Haus Coull deutsche Soldaten und Hitlerjugend einquartiert. Während dieser Zeit ging viel des kostbaren Inventars verloren, unter anderem zahlreiche wertvolle Möbelstücke. Auch die Gemäldesammlung des Hauses überdauerte den Krieg nicht, denn obwohl sie von Straelen ins vermeintlich sicherere Köln gebracht worden war, wurde sie bei einem Bombenangriff am 30. Juni 1943 vernichtet. Kurz vor Kriegsende mussten Augusta Schmidt-Schweikert, geb. Kochs, und ihr Ehemann Georg Haus Coull verlassen und gingen nach Köln. Nach dem Einmarsch alliierter Truppen ins Niederrheingebiet wurde das Archiv des Hauses vollständig zerstört, als amerikanische Soldaten die Dokumente entweder verbannten oder in die Wassergräben der Anlage warfen.
Die Ehe von Augusta und Georg Schmidt-Schweikert war kinderlos geblieben, und so setzte Coulls Eigentümer nach dem Tod seiner Frau seinen Jagdfreund Degenhard Freiherr von Loë-Mheer als Erben ein. Die Anlage ist heute noch Eigentum seiner Familie. Degenhards Sohn Eduard ließ die Gebäude samt Parkanlage in der Zeit von 1996 bis 2000 aufwändig restaurieren.

## Beschreibung
Haus Coull besteht aus einem L-förmigen Herrenhaus und einer südwestlich davon gelegenen Vorburg, die von einem doppelten Grabensystem umgeben sind. Östlich der Gebäude liegt ein rechteckiges Terrain, auf dem sich die frühere Gartenanlage befand. Seit der zweiten Hälfte des 19. Jahrhunderts erfolgt der Zugang zur Vorburg aus westlicher Richtung über eine steinerne Brücke, zuvor lag der Haupteingang im Süden und konnte nur über eine Zugbrücke erreicht werden.

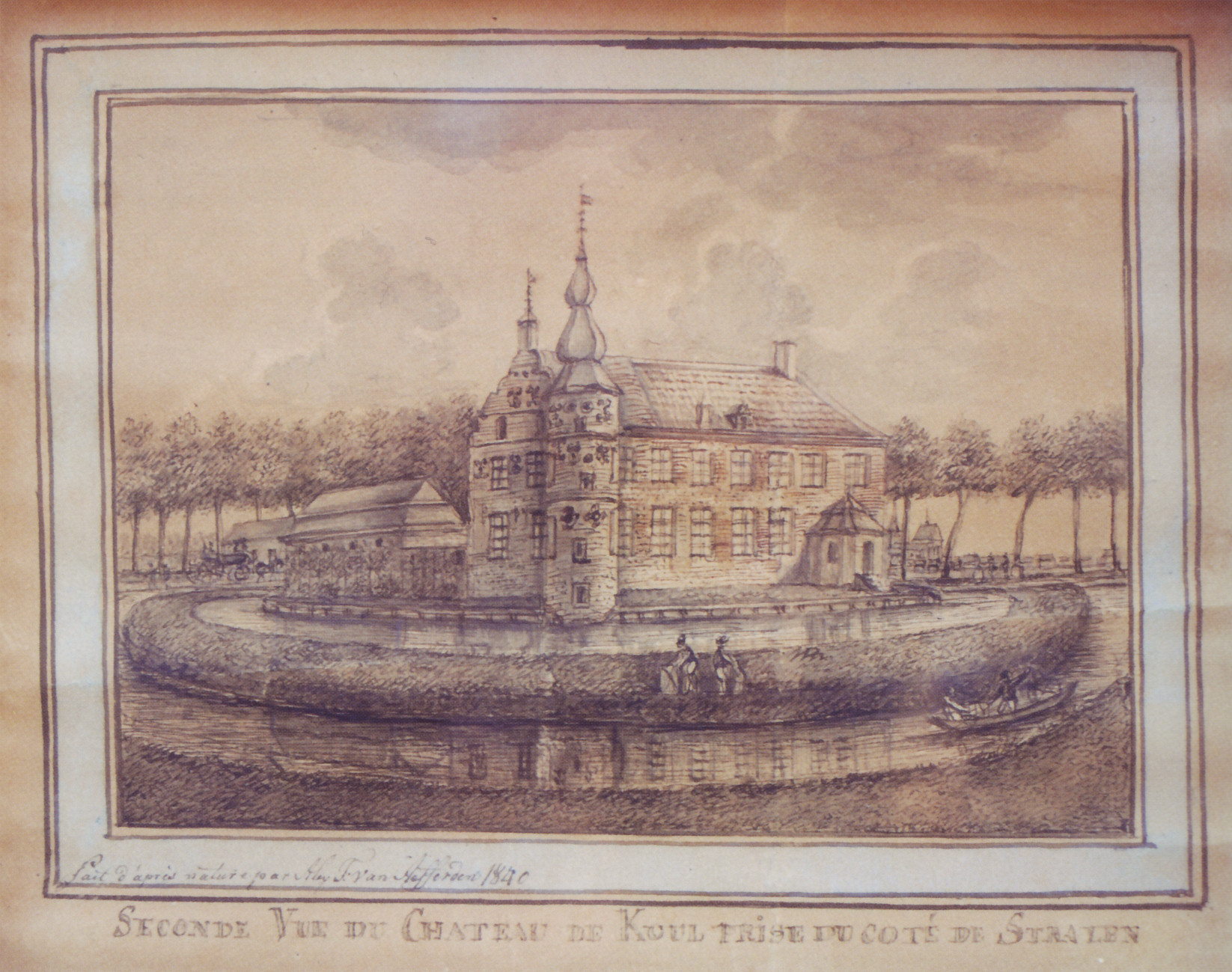
Ostseite des Hauptgebäudes auf einer Zeichnung von Alexander Frans van Aefferden aus dem Jahr 1840; zu sehen ist darauf auch der im Zweiten Weltkrieg zerstörte Südflügel.

Das Hauptgebäude ist ein zweigeschossiger Backsteinbau, dessen zwei Flügel mit Satteldächern rechtwinkelig aneinander stoßen und so einen nördlichen und östlichen Gebäudetrakt formen. Das Mauerwerk besitzt als Dekoration Rautenmuster aus hellen Steinen und kunstvoll geschmiedete Mauerankern. Ältester Teil ist die südliche Partie des Ostflügels aus dem ersten Viertel des 17. Jahrhunderts, an dessen Südost-Ecke ein schmaler Rundturm mit Zwiebelhaube steht. Dessen Miniatur-Schlüsselscharten aus Haustein besaßen schon zur Zeit des Turmbaus keine fortifikatorischen Eigenschaften mehr, sondern dienten nur zur Dekoration. Bis zur Sanierung in den 1990er Jahren wies der Turm noch Ausflugslöcher für Tauben auf. Diese wiederholten sich im südlichen Schweifgiebel des Osttrakts. Dieser weist die am Niederrhein typischen Formen des späten des 16. Jahrhunderts auf. Ein Wappen aus Sandstein zeigt mit dem nach heraldisch links schreitenden Löwen das Wappentier der Familie von Baexen. Wohl noch im 17. Jahrhundert wurde der Südteil nach Norden verlängert. Dieser Nordteil besitzt an seiner Ostseite im Erdgeschoss einen pavillonartigen Anbau mit achteckigem Grundriss und polygonalem Dach. Möglicherweise wurde er früher als Hauskapelle genutzt, jedoch gibt es dafür bisher keine Beweise. Der Eingangsbereich des Ostflügels präsentiert sich in neugotischen Formen des 19. Jahrhunderts. Der Haupteingang liegt mittig in einer dreiachsigen Partie, die von vier Lisenen gebildet wird und von einem Zinnenkranz sowie einem kleinen Treppengiebel bekrönt ist. Dem Ostflügel des Hauptgebäudes schließt sich im rechten Winkel ein Nordtrakt mit farbig gemusterten Blendläden an, der im letzten Viertel des 18. Jahrhunderts errichtet wurde. Seine Staffelgiebel stammen jedoch von Umbauarbeiten, die erst im 19. Jahrhundert vorgenommen wurden. Ursprünglich besaß der Nordtrakt ein gleichartiges Pendant, das sich dem Ostflügel an dessen Südende anschloss, sodass das Herrenhaus einst eine U-Form aufwies. Der Südflügel wurde jedoch im Zweiten Weltkrieg zerstört und nicht wieder aufgebaut. Von ihm sind heute nur noch die Fundamente erhalten.
Die Vorburg Coulls besteht aus zwei ehemaligen Wirtschaftsgebäuden, von denen das nördliche durch Maueranker auf das Jahr 1798 datiert werden kann. Dieses ist mit einem Halbwalm gedeckt. Früher schloss sich ihm am Ostende im rechten Winkel ein weiterer Gebäudetrakt an, der aber vermutlich im Zuge der neugotischen Umgestaltungen im 19. Jahrhundert abgerissen wurden.
Umgeben ist Haus Coull von einem Landschaftsgarten im englischen Stil aus dem 19. Jahrhundert. Neben Stieleichen, Blutbuchen und Rhododendronsträuchern finden sich dort auch exotischere Gewächse wie ein Mammutbaum, Scheinzypressen, Douglasien oder Atlas-Zedern.